# Idaea castelli
Idaea castelli är en fjärilsart som beskrevs av Louis Beethoven Prout 1926. Idaea castelli ingår i släktet Idaea och familjen mätare. Inga underarter finns listade i Catalogue of Life.